# Klebitz-Rahnsdorfer Feldsölle
Die Klebitz-Rahnsdorfer Feldsölle sind ein FFH-Gebiet in der Stadt Zahna-Elster im Landkreis Wittenberg in Sachsen-Anhalt.

## Allgemeines
Das FFH-Gebiet ist circa 326 Hektar groß. Es umfasst das Naturdenkmal „Drei Feldsölle nordöstlich von Rahnsdorf“. Im Osten grenzt das FFH-Gebiet an das in Brandenburg liegende FFH-Gebiet „Blönsdorf“. Das FFH-Gebiet ist durch die Landesverordnung zur Unterschutzstellung der Natura 2000-Gebiete im Land Sachsen-Anhalt (N2000-LVO LSA) seit dem 21. Dezember 2018 rechtlich gesichert. Zuständige untere Naturschutzbehörde ist der Landkreis Wittenberg.

## Beschreibung
Das aus drei Teilflächen bestehende FFH-Gebiet liegt nordöstlich von Zahna. Die beiden westlichen Teilflächen liegen innerhalb des Naturparks Fläming. Das Gebiet umfasst in der Ackerflur liegende feuchte Senken und als Soll bezeichnete, oft nur temporär wasserführende Kleingewässer. Diese sind bedeutende Amphibienlebensräume. Die Kleingewässer beherbergen unter anderem Rotbauchunke, Knoblauchkröte, Kreuzkröte, Kleiner Wasserfrosch, Moorfrosch und Kammmolch. Weiterhin gibt es vereinzelte Vorkommen des Laubfrosches. Die Vorkommen der Rotbauchunke werden Populationen im Brandenburger Fläming zugerechnet.
Das FFH-Gebiet liegt in einem intensiv landwirtschaftlich genutzten Gebiet und ist nahezu vollständig von landwirtschaftlichen Nutzflächen umgeben. Der westlich von Klebitz liegende Teil des FFH-Gebietes grenzt im Süden an die Verbindungsstraße zwischen Klebitz und Rahnsdorf, die südöstlich von Klebitz liegende Teilfläche wird von der Bahnstrecke Berlin–Halle gequert.